# Port de Séville
Le port de Séville est un port fluvial situé sur la darse du Guadalquivir, au sud de la ville andalouse de Séville (Espagne), à 89 km de l'embouchure du fleuve sur l'océan Atlantique. Il est le seul port fluvial commercial d'Espagne.

## Situation

Plan du port de Séville au XXIe siècle

Le port est situé sur le canal Alphonse-XIII, à 89,1 km de l'embouchure du Guadalquivir, à l'extrémité nord de la voie navigable du fleuve, dont la dénomination officielle est Eurovía Guadalquivir E 60.02. Par sa situation géographique, le fleuve se jetant dans l'océan Atlantique à Sanlúcar de Barrameda, à 150 km seulement du Détroit de Gibraltar, le port s'ouvre autant sur la mer Méditerranée que sur l'océan Atlantique.

## Données techniques
La surface navigable du port est de 850 ha. La surface à terre est de 4 454 ha. Les quais ont une longueur totale de 18 km. Le port possède six terminaux spécialisés et quatre terminaux polyvalents ainsi que trois rampes Ro-Ro.
Il possède 61 965 m2 de hangars, plus une zone de dépôt de marchandises à ciel ouvert de 186 345 m2 et 8 277 m3 de hangars frigorifiques.
Le port se trouvant sur une darse du Guadalquivir, séparé du fleuve par une écluse, il ne connaît pas de marée, contrairement au fleuve lui-même.

## Administration

Logo du Port de Séville

Le port de Séville est un Port d'État, sous la direction des Autorités Portuaires de Séville, qui dépendent directement du ministère de l'Équipement. Il possède néanmoins une certaine autonomie fonctionnelle et de gestion.
Les Autorités Portuaires de Séville gèrent l'urbanisation de la zone portuaire, planifient, exploitent et entretiennent les infrastructures, sont responsables de la signalisation, gèrent la zone industrielle portuaire et mettent à disposition différents services aux navires du port et aux marchandises, soit directement, soit par l'intermédiaire de concessions. Elles sont en outre responsables de la gestion de la voie navigable Eurovía Guadalquivir E 60.02 qui va du port à l'embouchure du fleuve. Le conseil d'administration est composé d'un président, d'un vice-président, d'un directeur et de 21 membres entre lesquels est élu le vice-président. En 2013, le président est Manuel Angel Fernández González et le directeur Fausto Arroyo Crejo,.
Le Conseil de la Navigation et du Port (Consejo de Navegación y Puerto) est lui composé de 40 membres représentatifs de différentes institutions, organismes, entreprises et particuliers intéressés au bon fonctionnement et au développement du Port de Séville.

## Trafic commercial
Le port de Séville prend en charge autant les marchandises d'ordre général (produits sidérurgiques) que le vrac (céréales, engrais naturels, etc.), les marchandises liquides (huile), les conteneurs et les rouliers. La situation de la ville dans l'arrière-pays permet de drainer la zone occidentale de l'Andalousie, l'Estrémadure voire, pour certains produits, le centre du pays. Plusieurs fois par semaine, des porte-conteneurs/rouliers de ligne régulière des entreprises Termisur-Eurocargo, Bernardino-Abad et Mertramar partent pour les Îles Canaries, faisant du port de Séville la pièce angulaire du commerce maritime entre l'archipel et la péninsule Ibérique.
En 2012, 942 navires ont transité par le port, transportant au total 3,8 millions de tonnes de marchandises, dont 1,5 million de tonnes de vrac solide et 300 000 tonnes de vrac liquide, ainsi que 129 165 conteneurs.

## Liaisons routières et ferroviaires
Le réseau ferroviaire du port est relié au réseau national. Le port est de plus relié à la ceinture périphérique SE-30 permettant l'accès au réseau autoroutier andalou et espagnol.

## Histoire
Même si la notion de Port de Séville n'apparaît que tardivement dans l'histoire de la région, il est par contre assuré que des bateaux remontaient déjà le Guadalquivir à des fins commerciales et militaires il y a 2 800 ans.

### VIIIeauVIesiècleav. J.-C.- Tartessos
On retrouve sur les cartes de navigation des marins grecs le Guadalquivir, mentionné comme le fleuve de Tartessos. Les Tartésiens, gouvernés par Arganthonios, installés dans la vallée du Guadalquivir, dans le triangle que forment actuellement Huelva, Séville et Cadix, connurent une période de grande prospérité entre les VIIIe et VIe siècles av. J.-C., grâce notamment à l'exportation vers Chypre ou la Phénicie de métaux précieux comme l'or, l'argent ou le cuivre. Puis il rencontrèrent une profonde crise et la riche Tartessos disparut.

### IIIesiècleav. J.-C.auXIVesiècle- L'Empire romain et Al-Andalus
Scipion l'Africain utilisa le Guadalquivir, que les Romains appelaient Bætis durant ses campagnes militaires. Il fonda Itálica, cité romaine, au nord de Séville, sur la rive droite du fleuve.
Les dernières années de l'Empire romain et la domination des Wisigoths diminuèrent l'activité commerciale de toute la zone bétique. Cette activité tourna également au ralenti durant toute la période musulmane et ne reprit qu'à partir du XIIIe siècle avec l'amélioration de la navigabilité du fleuve et l'intensification des communications fluviales entre Séville et Cordoue et la conversion du port sévillan en base de la nouvelle marine espagnole,. 

### XVeetXVIesiècles-El Puerto de América

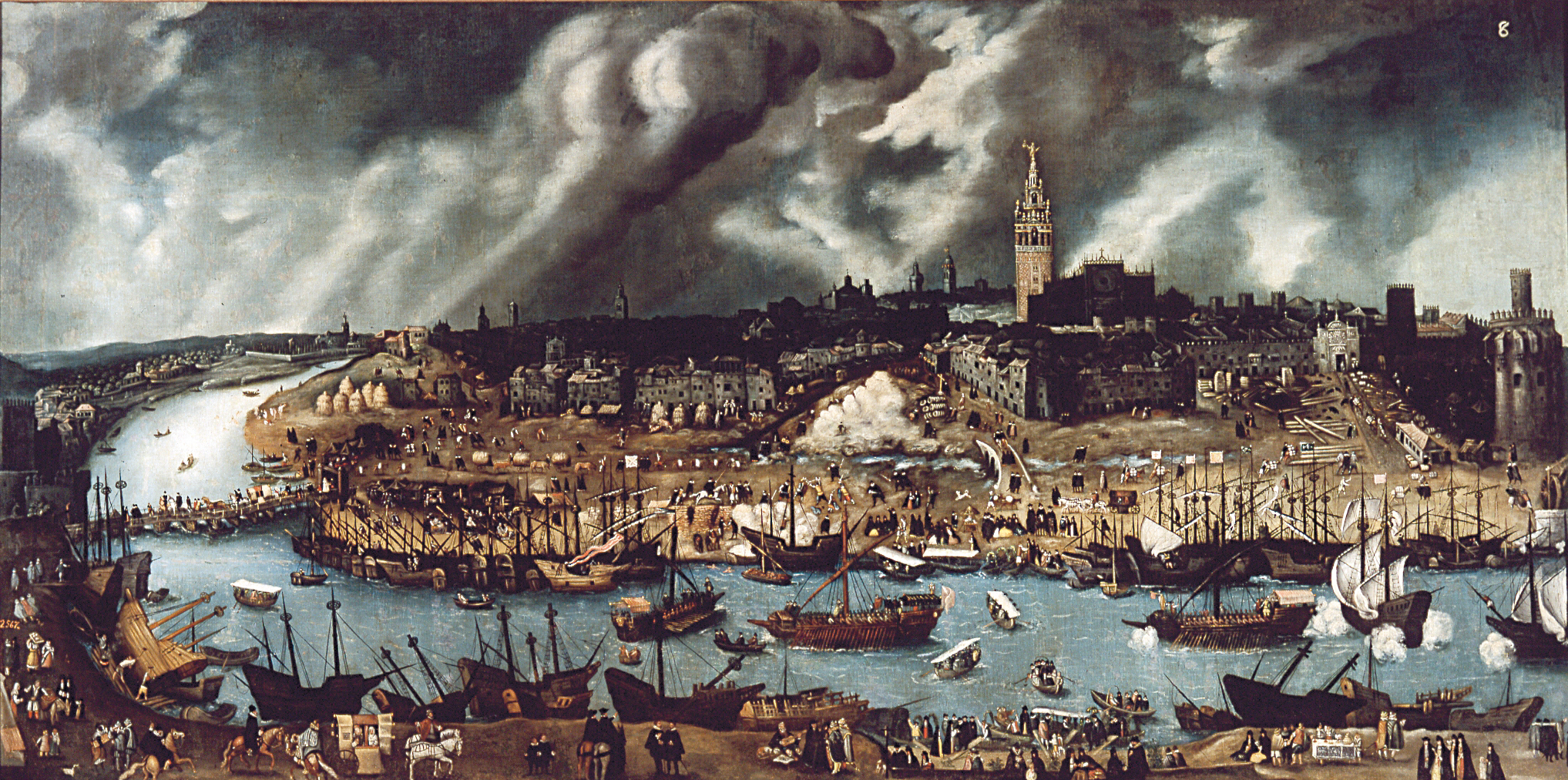
Séville au XVIe siècle, par Alonso Sánchez Coello

Après la découverte de l'Amérique par Christophe Colomb en 1492 commença une période d'exploration et de colonisation appelée la Course aux Indes. Possédant des avantages géographiques, économiques et politiques, l'Andalousie s'imposa comme base du commerce transatlantique. En effet, les littoraux andalous donnant sur l'océan Atlantique permettaient de profiter pour les voyages d'aller, en été, des alizés et, en hiver, du courant des Canaries. Le retour était facilité par le Gulf Stream, le courant des Bermudes et le courant des Açores, par le nord. Le voyage depuis le golfe de Cadix faisait économiser 15 % de temps par rapport à celui partant de la Galice,.
Séville se trouvant à l'intérieur des terres, au bout d'une voie fluviale de 80 km rendant toute attaque impossible, elle n'eut pas de mal à asseoir son rôle dans le commerce avec l'Amérique. En effet, bien que Cadix pouvait a priori sembler plus adéquate, car d'accès plus aisé, elle était à la merci des attaques. Celles des Anglais de 1587 et 1596 le prouvèrent. De plus, la richesse des terres sévillanes et de la vallée du Guadalquivir permettait l'exportation facile du vin et de l'huile d'olive de El Aljarafe. Les infrastructures routières et la production agricole de la région permettaient en outre d'assurer les réserves nécessaires aux voyages. Même les routes intérieures venant d'Estrémadure, du centre et du nord de la Castille et du royaume de Valence débouchaient à Séville. Ainsi fut établie à Séville en 1503 la Casa de Contratación, qui contrôlait tout le commerce des Indes. Débuta alors pour la ville une période de richesse qui ne devait cesser que le siècle suivant. Des quais sévillans partaient quasiment toutes les expéditions d'exploration de la première moitié du XVIe siècle, notamment celles de Diego de Lepe, Alonso de Ojeda, Diego de Nicuesa et Pedrarias Dávila. 
En 1564 fut établie officiellement l'organisation navale qui domina la course aux Indes durant la fin du XVIe siècle et une grande partie du XVIIe siècle. Séville devint le point de départ et d'arrivée officiel des expéditions annuelles pour la Nouvelle-Espagne et la Tierra Firme.
Durant cette époque de splendeur, la totalité de l'activité portuaire de Séville était concentrée à l'Arenal, un terrain se trouvant entre le fleuve et les murailles (d'ouest en est) et entre la Torre del Oro et la Porte de Triana (du sud au nord), surtout sur la rive gauche, mais également sur la rive droite, du côté du quartier de Triana. Un seul quai en pierre existait, le quai de la Douane. Il possédait, vraisemblablement depuis le XVe siècle, l'ingenio, une grue en bois munie d'une poulie qui servait à l'arrimage des navires. Dans les autres zones du port, le chargement et le déchargement des navires se faisait probablement à de simples embarcadères ou dans des cales d'échouage. Des barques et des allèges étaient présentes pour faciliter les manœuvres de chargement et de déchargement en allégeant les galions d'une partie des marchandises qu'ils transportaient ou pour les remorquer à travers certains tronçons du fleuve. Le centre vital du port était délimité par un système de madriers et de chaînes qui, arrimées à la Torre del Oro d'un côté, passaient sous l'eau jusqu'à une autre tour située à Triana. Les chaînes pouvaient être hissées par un treuil et ainsi fermer la zone.

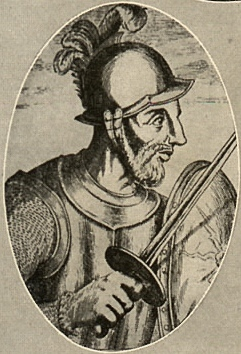
Alonso de Ojeda

Peu à peu se développa dans les quartiers du port une activité artisanale en relation avec le port et la marine: charpentiers spécialisés (calafates), fabricants de cordages et de tonneaux, fondeurs de canons, spécialistes du calfatage, muletiers, plongeurs, etc. Les fours de Triana fabriquaient alors le bizcocho, pâte cuite représentant l'aliment de base des marins lors de leurs traversées. Avec l'augmentation de l'activité du port, il devint trop petit et une zone complémentaire fut aménagée plus en aval, entre le site de San Telmo et les pâturages de Tablada.
On trouvait également des chantiers navals modestes, construisant des navires de moins de 200 tonneaux. La majorité des plus grands navires étaient construits en Cantabrie et en Amérique. Malgré tout, au XVIIe siècle furent utilisés quatre galions fabriqués en Andalousie, dont deux fabriqués à Séville avant 1625.

### XVIIesiècle- Le déclin en faveur de Cadix
À mesure qu'avançait le XVIIe siècle, en raison des affrontements entre la Monarchie catholique et les Hollandais, la Monarchie se voyait dans l'obligation de protéger ses convois en mobilisant à cet effet les navires de l'Armada, plus grands et armés. De plus, alors qu'un galion de la route des Amériques faisait un peu plus de 100 tonneaux à la fin du XVIe siècle, il atteignait 450 à 600 tonneaux au début du XVIIe siècle, voire 1 000 tonneaux après 1670.
Par conséquent, le tirant d'eau des navires augmenta et avec lui le risque de toucher le fond du fleuve. De plus, progressivement, les alluvions et les bancs de sable du Guadalquivir rendirent l'accès à Séville de plus en plus difficile.
À partir de 1630 se généralisa l'habitude, pour éviter ces problèmes, d'amarrer l'escadre de guerre protectrice du convoi commercial à Cadix. Les convois commerciaux, par contre, continuèrent à remonter le fleuve jusqu'à Séville. Et si pour une raison ou pour une autre la Casa de Contratación obligeait les vaisseaux de guerre à remonter jusqu'à Séville, des incidents survenaient, comme la tempête de 1664 qui obligea Nicolás Fernández de Cordoue à attendre avant de pouvoir quitter le fleuve. Le même problème arriva au Comte de Villalcázar en 1666.
En 1625, l'escadre de Charles Ier d'Angleterre fut repoussée lors de son attaque de Cadix. Cet événement marqua le début de la confiance qu'accorda par la suite l'Espagne à cette ville dans la Course aux Indes. Cadix n'était plus la ville sans défense qu'elle était encore à la fin du siècle précédent. 
Les années suivantes furent marquées par des accidents qui entraînèrent notamment la perte de deux galions de l'Armada du Marquis de Cadereyta, vice-roi de Nouvelle-Espagne, qui disparurent à l'embouchure du Guadalquivir et la perte du Capitana de Nueva España. De plus, six navires marchands furent endommagés et un septième sombra. En 1629, un navire de la flotte de Tomás de Larraspuru coula et en 1641 la Almiranta de Nueva España se brisa sur un banc de sable, provoquant dans les milieux marchands une profonde inquiétude. Le port de Séville devint synonyme d'insécurité et Cadix prit peu à peu le dessus.
Cadix devint officiellement le port de la route des Amériques en 1680. Commença alors pour Séville et son port une période de déclin qui dura deux siècles.

### XIXesiècle- Le Conseil du Port et laCorta de los Jerónimos
Entre 1853 et 1870, 8 millions de pesetas furent investis dans l'amélioration de la navigation et un peu moins de 6 millions de pesetas dans la rénovation du port. La moitié de cette importante somme fut payée par l'État et l'autre moitié par le Conseil Provincial, la ville de Séville et les commerçants sévillans. Ces derniers furent d'ailleurs finalement les seuls, avec l'État, à verser les 3 millions de pesetas initialement prévus pour chacune des parties.
Entre 1868 et 1870, les ressources financières nécessaires pour entretenir les installations du port se firent rares et les commerçants sévillans s'emparèrent de la nouvelle loi en matière de travaux publics pour demander au ministère de l'Équipement la création d'un Conseil du Port qui se chargerait de la direction et de la conservation des travaux effectués pendant les années précédentes. La création du Conseil des Ouvrages Portuaires (Junta de Obras del Puerto) fut autorisée par un décret du 25 novembre 1870, chargé de l'exécution des travaux, doté d'une certaine autonomie et possédant les moyens financiers pour mener à bien sa mission. 
Entre 1871 et 1879, alors que Jaime Font était à la tête des travaux, des problèmes politiques et la mauvaise situation économique mirent un frein aux travaux entrepris, les limitant au maintien en état de l'estuaire, à l'installation d'une grue fixe de 40 tonnes achetée à l'entreprise Firbain de Manchester, à la construction de trois hangars et au pavage d'une grande partie de la zone de service. 
Puis Luis Gracián y Reboul reprit la tête des travaux. Sous sa direction furent construites plusieurs voies sur les quais et installées six grues à vapeur mobiles, de 5 à 10 tonnes, de l'entreprise belge John Cockerill. Mais par-dessus tout, il fit construire un canal de 1 694 m, la Corta de los Jerónimos, l'ouvrage le plus important effectué jusqu'à aujourd'hui. Ce canal, commencé en 1860 et fini en 1879, mesurait alors 45 m de large pour une profondeur de 3 m. 
Entre 1881 et 1888, il fut recreusé pour atteindre une largeur de 104 m et une profondeur de 5,6 m. Cet ouvrage permit d'éviter trois bancs de sable importants : la Ermita, la Mora et la Abundancia, tout en raccourcissant la distance à parcourir depuis la mer de 13 km en court-circuitant les méandres de la Ermita et d'El Mármol.

### XXesiècle

#### Le Plan Molini
Jusqu'au début du XXe siècle, le Guadalquivir, venant du nord, traversait Séville et décrivait à la sortie de la ville, au sud, un méandre très marqué vers l'ouest qui rendait difficile le trafic fluvial en provenance de l'océan Atlantique. Entre 1903 et 1926, des modifications furent effectuées afin de simplifier l'accès des navires au port fluvial, selon un projet appelé Plan Moliní, du nom de Luis Moliní, directeur du conseil des travaux du port : le canal de Tablada, qui prit ensuite le nom de canal Alphonse-XIII (en l'honneur du roi d'Espagne), fut alors creusé dès 1918, créant une ligne droite entre les deux extrémités du méandre. L'extrémité amont du canal Alphonse-XIII se trouvait alors approximativement à l'emplacement actuel du pont de las Delicias. Parmi les autres aménagements du plan Moliní, notons l'extension du port, l'installation de nouveaux quais et la construction du pont de San Telmo. Ce dernier possédait originellement un tablier central levant. En 1968, quand la zone portuaire fut déplacée vers le sud, la partie centrale du pont fut transformée en une arche fixe,. Les travaux souffrirent d'importants retards dus notamment à la mauvaise situation financière de la junte du port et à la Première Guerre mondiale qui mit un frein aux activités commerciales en Europe. Par la suite, cependant, grâce notamment à l'élan donné aux travaux publics par la dictature de Miguel Primo de Rivera, les travaux progressèrent rapidement jusqu'à l'inauguration des nouveaux aménagements par le roi Alphonse XIII (qui donna son nom au nouveau canal sur la Tablada ainsi qu'au pont) à l'occasion de l'Exposition ibéro-américaine de 1929.

#### Le Plan Delgado Brackenbury

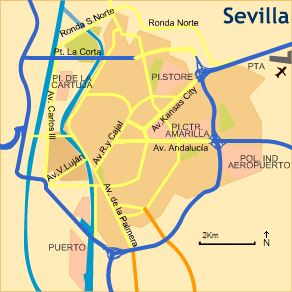
Plan de Séville montrant (en bleu clair) le Guadalquivir et sa darse ainsi que (en rose, en bas à gauche) la situation du port

Le plan Delgado Brackenbury, d'un coût estimé à 42 millions de pesetas, prévoyait d'ouvrir un nouveau canal de 3 200 m, large de 150 m et profond de 4 m, qui débuterait sur le Guadalquivir en face de La Cartuja, contournerait Séville par l'ouest et se jetterait dans le bras de San Juan à la hauteur de la commune du même nom. Ce canal devait permettre de dévier la totalité du fleuve et d'éviter notamment ainsi les graves inondations qui touchaient régulièrement la ville.
Il fut signé le 26 juillet 1929 et les travaux furent commencés le 2 décembre de la même année par les entreprises Vías y Riegos et Maquinista Terrestre Marítima (pour les ouvrages métalliques). Ils se terminèrent, avec 18 ans de retard, en 1951
Pour que le port reste séparé du fleuve et de son influence, notamment de ses crues, on construisit de plus trois terre-pleins : un au lieu-dit La Chapina, au nord du quartier de Triana, un autre à l'extrême sud du canal Alphonse-XIII et le troisième sur un tronçon de l'ancien fleuve, sur la Tablada, où se trouve actuellement le district de Los Remedios.
Tout le complexe portuaire fut ainsi converti en une darse fermée dont l'accès fut assuré par une écluse. De plus, les quais de chargement de minerai de la Compañía Gaditana de Minas de Aznalcóllar furent transférés au Guadalquivir. Le port projeté par Delgado Brackenbury était ainsi plus urbain, imbriqué à la ville.
Les travaux devaient être terminés en décembre 1933. Malgré tout, les problèmes matériels, les grèves et la Seconde Guerre mondiale ralentirent une fois de plus le projet et la touche finale n'eut lieu qu'en 1951. Approuvé en 1929 pour un budget total de 42 millions de pesetas, il coûta finalement la somme faramineuse de 600 millions de pesetas.
Le plan Delgado Brackenbury configura la structure portuaire actuelle. Cependant, les contraintes du développement urbain ultérieur de Séville (qui motiva notamment la création de nouveaux ponts et la fixation de celui de San Telmo, jusqu'alors mobile), la taille des navires modernes et leur spécialisation progressive (rendant nécessaires des installations adaptées et nombreuses) utilisèrent de l'espace sur celui réservé au port d'après le projet.

#### L'Exposition universelle de 1992
L'Exposition universelle de 1992 apporta à nouveau du changement dans le port de Séville. La zone portuaire fut adaptée et améliorée. Deux nouveaux ponts furent notamment construits près de celle-ci : le pont du Centenaire, en aval, suffisamment haut pour permettre le passage des navires, et le pont de las Delicias, directement en amont, double pont levant supportant entre autres les voies de chemin de fer à l'usage du port. 
À noter qu'à l'occasion de l'Expo, le terre-plein de la Chapina fut recreusé et le Canal Alphonse XIII prolongé en amont sur 4 km.

#### Les Autorités Portuaires de Séville
Les Autorités Portuaires de Séville virent le jour le 1er janvier 1993 et remplacèrent alors le Conseil du Port, par rapport auquel il a plus d'autonomie. Le Conseil de la Navigation et du Port (Consejo de Navegación y Puerto) fut lui créé le 14 novembre 1994, après approbation des Autorités Portuaires de Séville.

### XXIesiècle
La construction entre 2005 et 2010 d'une nouvelle écluse dans la zone dite del Verde et un dragage du canal navigable permet à des navires de 40 m de maître-bau et d'un tirant d'eau de 8,5 m (contre 6,5 m auparavant) d'accéder au port. Ces améliorations, d'un coût de plus de 166 millions d'euros, permettront une augmentation du transport fluvial (et donc théoriquement une diminution du transport routier) et assurent une meilleure protection de la ville face aux crues du fleuve,,.

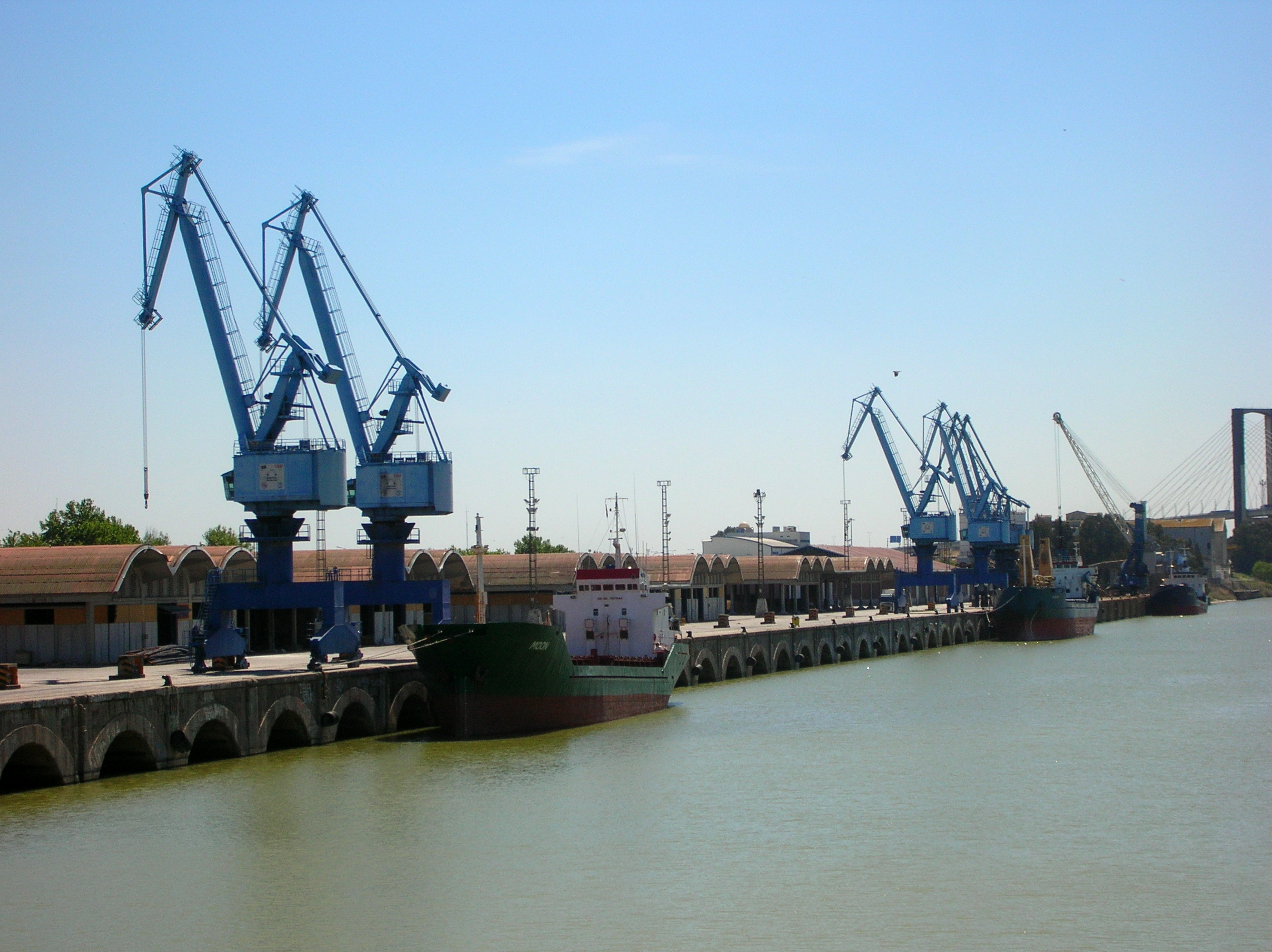
Partie ancienne du port de Séville, sur la rive gauche de la darse du Guadalquivir
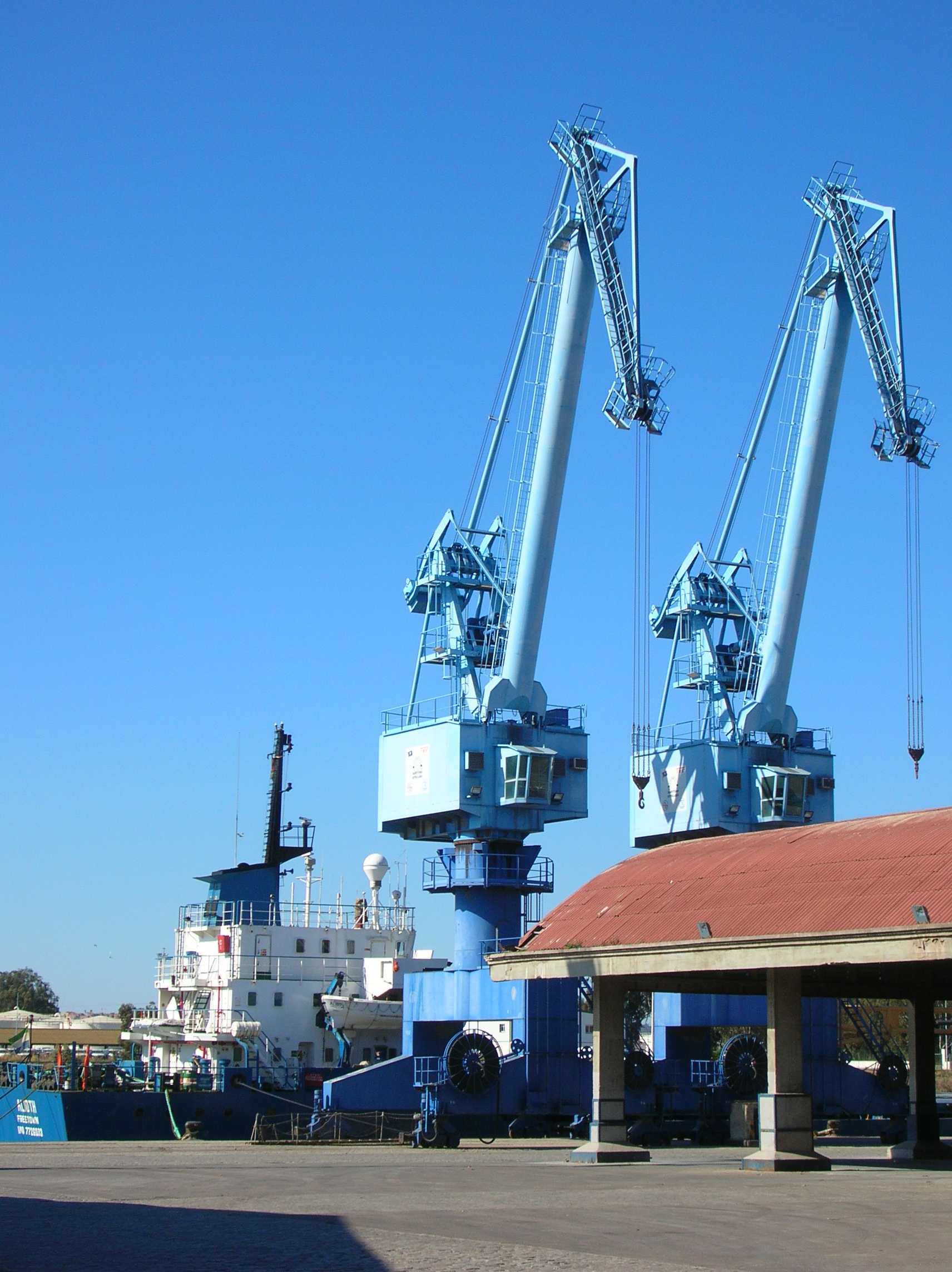
Le port de Séville, sur la rive gauche de la darse du Guadalquivir
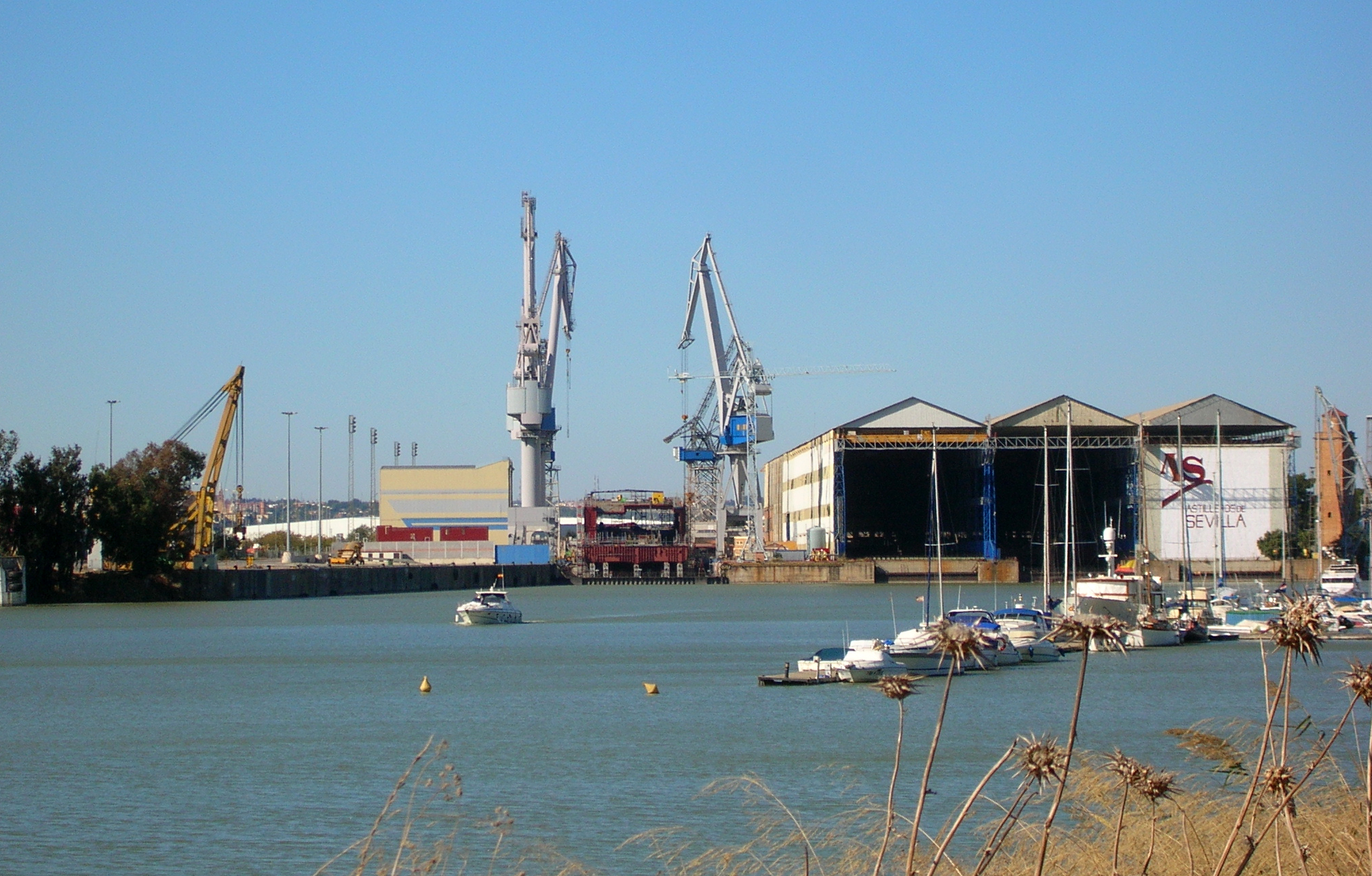
Le port de Séville, sur la rive droite de la darse du Guadalquivir